# Foggy Bottom

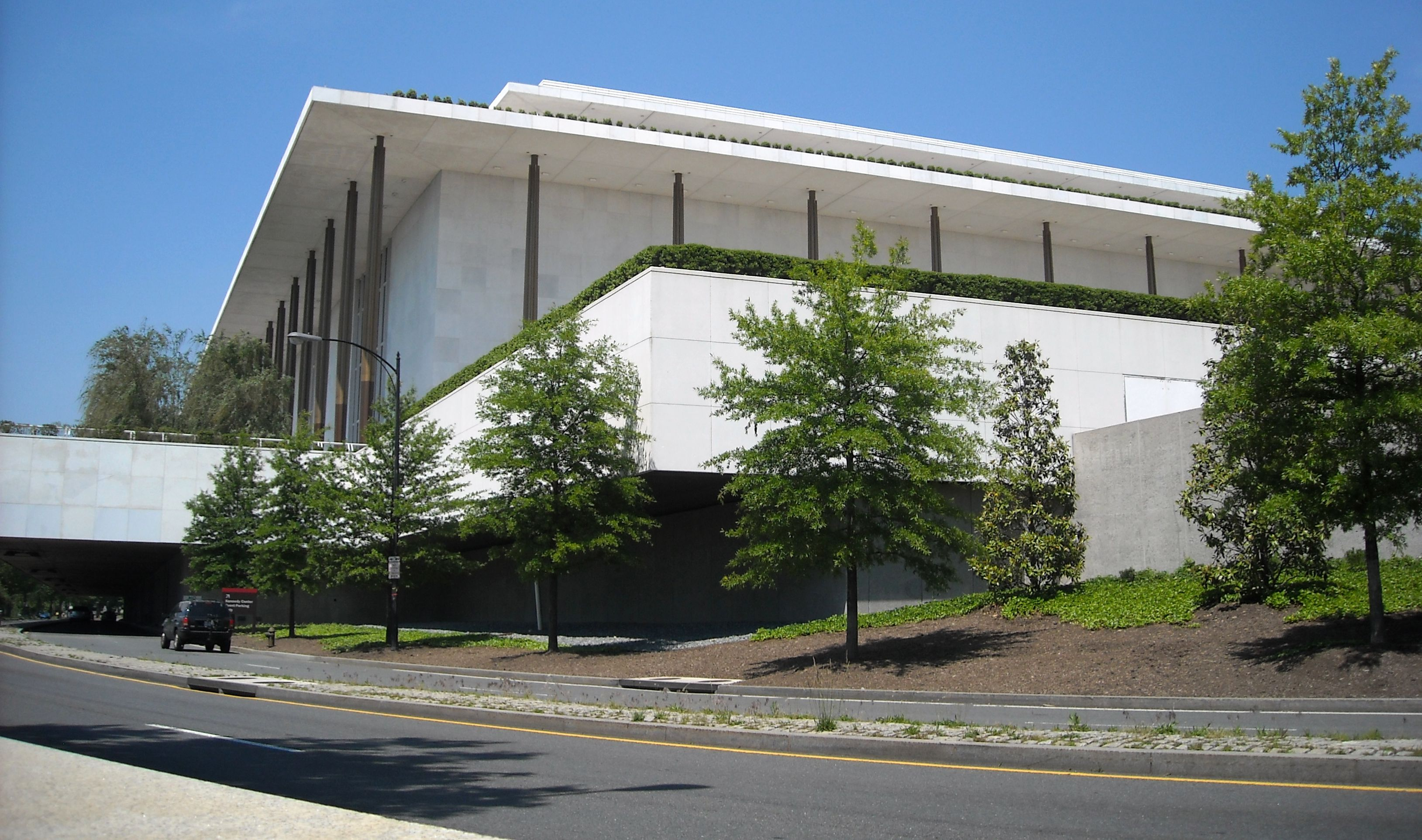
Het Kennedy Center ligt in de wijk Foggy Bottom

Foggy Bottom is een wijk in de Amerikaanse hoofdstad Washington D.C. Het ligt in het noordwesten van Washington, ruwweg tussen 17th Street, Pennsylvania Avenue en Constitution Avenue. Foggy Bottom dankt zijn naam aan de mistige omstandigheden die hier vaak voorkwamen toen het gebied nog een laaggelegen moerasgebied was.
Foggy Bottom wordt in politieke kringen en in de pers ook wel gebruikt als metoniem voor het State Department, het ministerie van buitenlandse zaken, waarvan het hoofdkwartier in de wijk gelegen is. Andere belangrijke gebouwen in de wijk huisvesten onder andere de Wereldbank, de OAS, het Department of the Interior en Constitution Hall.
Foggy Bottom was een van de eerste nederzettingen in wat nu Washington is en werd vanaf 1763 bewoond.